# Dienstanweisung
Als Dienstanweisung bezeichnet man in Organisationen eine rechtsverbindliche Weisung vom Arbeitgeber oder Dienstherrn an die Mitarbeiter zwecks konkreter Durchführung der Arbeitsinhalte.

## Allgemeines
Dienstanweisungen regeln wie Arbeitsanweisungen die Arbeitsabläufe. Zu den sie verwendenden Organisationen gehören die öffentliche Verwaltung, Behörden und Unternehmen. Zuweilen werden Dienst- und Arbeitsanweisungen als Synonyme verwendet, doch spricht man in Unternehmen meist von Arbeitsanweisungen, im öffentlichen Dienst von Dienstanweisungen oder Dienstvorschriften. Es handelt sich um Arbeitsvorschriften, die innerhalb der Verwaltung für eine Vielzahl von Fällen gelten sollen, ohne dass sie Rechtsnormen oder Rechtsquellen darstellen; sie entfalten keine Außenwirkung. Dienstanweisungen gehören wie alle abstrakt-generellen Verwaltungsvorschriften oder Richtlinien zur Ablauforganisation.

## Systematik
Die Anweisungen sind nach der Art ihrer Benennung und auch vom Begriffsinhalt her nicht einheitlich definiert. Einige Wörterbücher wie etwa der Duden behandeln Rundschreiben und Kreisschreiben als Worte mit gleicher Bedeutung, obwohl sie zum Beispiel im schweizerischen Steuerrecht einen wesentlichen Unterschied aufweisen. Hier lassen sich die Verwaltungsanweisungen grob in vier Bereiche aufteilen.
Die folgende Systematik entspricht der im schweizerischen Steuerrecht üblichen:
- Dienstanleitungen sind Anordnungen einer vorgesetzten Behörde an die in ihrem Dienst stehenden Sachbearbeiter, wie sie in der Ausübung ihrer Aufgabe in bestimmten Situationen vorzugehen haben und auf welche Auslegung generell-abstrakter Normen sie ihre Verfügungen zu stützen haben.[2] Ist eine Bestimmung einer Dienstanweisung nicht offensichtlich gesetzwidrig und ist sie nicht in einem Rechtsstreit von der Justiz als rechtswidrig verworfen worden, so ist die Dienstanweisung von der Behörde zu vollziehen, auch wenn die vollziehende Behörde Zweifel an der Rechtmäßigkeit hat.[3]
- Kreisschreiben sind den Dienstanleitungen ähnlich, sie stammen jedoch nicht von einer vorgesetzten Behörde, sondern von einer Stelle, welche Aufsichtsfunktionen wahrnimmt. Ein Beispiel dafür sind die Kreisschreiben der Eidgenössischen Steuerverwaltung an die kantonalen Steuerämter.
- In einem Rundschreiben werden Sachverhalte und Meinungen geschildert, jedoch keine Anweisungen erteilt. Merkblätter sind den Rundschreiben ähnlich, sie werden jedoch regelmäßig veröffentlicht.
- Wegleitungen richten sich explizit an Außenstehende und stellen eine Hilfestellung bei behördlichen Verfahren dar.

Dienstanleitungen und Kreisschreiben sind rechtlich verbindlich, solange sie weder offensichtlich gesetzeswidrig sind, noch in einem gerichtlichen Verfahren für ungültig erklärt wurden. Sie sind von den Behörden zu vollziehen, auch wenn Zweifel an der Rechtmäßigkeit bestehen.

## Rechtsfragen
Dienstanweisungen können ihre Wirkung nur entfalten, wenn ein Dienst- oder Arbeitsverhältnis zugrunde liegt. Dann darf der Arbeitgeber mit einer Dienstanweisung die im Arbeitsvertrag enthaltene Arbeitspflicht seiner Arbeitnehmer konkretisieren. Es handelt sich um eine mündlich oder schriftlich formulierte, mehr oder weniger detaillierte Weisung an Arbeitnehmer in Behörden und Verwaltung, wie eine bestimmte Arbeitsaufgabe an einem Arbeitsplatz zu verrichten ist. Der Dienstherr macht mit ihr von seinem Weisungsrecht Gebrauch, ebenso wie der privatrechtliche Arbeitgeber.
Verstößt jemand gegen Dienstanweisungen (Arbeitsverweigerung), so kann dies arbeitsrechtliche Folgen haben. Disziplinarstrafen reichen – je nach Schwere des Verstoßes – von der einfachen Ermahnung bis zur Abmahnung oder gar verhaltensbedingten Kündigung (letztere nicht bei Beamten). Verhaltensbedingte Gründe im Sinne des § 1 Abs. 2 KSchG liegen vor, wenn der Arbeitnehmer mit den ihm vorgeworfenen Verhalten eine Vertragspflicht schuldhaft erheblich verletzt, das Dienstverhältnis konkret beeinträchtigt wird, eine zumutbare Möglichkeit anderer Beschäftigung nicht besteht und die Lösung des Dienstverhältnisses in Abwägung der Interessen beider Vertragsteile billigenswert und angemessen erscheint. Fehlen einem Arbeitnehmer ausreichende Deutschkenntnisse, so dass er schriftliche Dienstanweisungen nicht versteht, kann dieses eine ordentliche Kündigung rechtfertigen. Strafrechtlich kann beim Verstoß gegen Dienstanweisungen auch Untreue nach § 266 StGB vorliegen, wenn der Arbeitnehmer vorsätzlich hiergegen verstoßen hat und dem Arbeitgeber ein Vermögensschaden entstanden ist.

## Inhalt
Dienstanweisungen können sowohl organisatorische als auch verhaltenslenkende (norminterpretierende) Inhalte aufweisen.
Mit Hilfe von Dienstanweisungen werden Aufgaben, Kompetenzen und Verantwortung geregelt, die Zusammenarbeit einzelner Abteilungen organisiert, interne Meldepflichten oder Vordrucke eingeführt, zeitliche oder qualitative Vorgaben gemacht und die bei einem bestimmten Arbeitsschritt einzusetzenden Arbeitsmittel vorgeschrieben. Die Komplexität von Arbeitsaufgaben, die zunehmende Arbeitsteilung, die Arbeitssicherheit, der Arbeitsschutz und die Qualitätssicherung machen es erforderlich, einzelne betriebliche Arbeitsabläufe genau vorzugeben.
Norminterpretierende Dienstanweisungen erläutern fachspezifisch die allgemein gehaltenen Tatbestandsmerkmale einer Rechtsnorm, insbesondere wenn diese unbestimmte Rechtsbegriffe verwendet. Eine Dienstanweisung stellt die verbindliche Regelung für die jeweiligen Arbeitsabläufe dar und regelt unter anderem die Ausgestaltung und Abwicklung von Arbeitsprozessen, Kommunikations- und Steuerungsbeziehungen oder Haushaltswirtschaft. Lassen anzuwendende Rechtsnormen den Behörden Ermessensspielräume offen, so können Dienstanweisungen auch ermessenslenkende Weisungen erteilen und festlegen, wie die Verwaltung den eingeräumten Spielraum nutzen darf. Auch die Begleitumstände der Arbeitsleistung wie etwa die Arbeitskleidung des Arbeitnehmers kann der Arbeitgeber vorgeben, wenn er dazu ein sachlich berechtigtes Interesse hat. Dazu gehört das Tragen einer Uniform wie etwa bei Soldaten, Polizei oder Feuerwehr. Dies ist jedoch meist nicht in Dienstanweisungen, sondern in den Beamtengesetzen geregelt. So kann nach § 45 Landesbeamtengesetz NRW die Landesregierung Bestimmungen über Dienstkleidung erlassen.
Dienstanweisungen müssen verständlich, konkret und eindeutig verfasst sein. Umfangreiche Dienstanweisungen sind in Handbüchern (englisch Manuals) niedergelegt. Nach der Dauerhaftigkeit unterscheidet man einmalige mündliche Dienstanweisungen eines Vorgesetzten an einen oder mehrere Mitarbeiter bei einem konkreten Arbeitsablauf („kontrollieren Sie heute bitte den Antragseingang“) und dauerhaft für alle Mitarbeiter geltende Dienstanweisungen für repetitive Tätigkeiten. Sie regeln die Maßnahmen zur Durchführung der gestellten Aufgaben auf allen Arbeitsgebieten und legen die zu lösenden Aufgaben sowie die anzuwendenden Formen und Maßnahmen durch die Aufgabenträger fest.

## Verwaltungspraxis
Dienstanweisungen regeln die Arbeitsabläufe in ganzen Behörden, können aber auch lediglich konkrete Berufe betreffen. Das Luftfahrthandbuch ist eine Dienstanweisung, die sich mit der Flugsicherung befasst und deshalb bei der Deutschen Flugsicherung gilt. Am 23. August 1947 bestätigte Marschall Wassili Danilowitsch Sokolowski die Dienstanweisung für die Grenzpolizei zur Bewachung der Demarkationslinie der SBZ, die bereits den Schießbefehl enthielt. Sie wurde später häufig konkretisiert. Die „Dienstanweisung 16/57“ diente dem Ministerium für Staatssicherheit zur „Verbesserung der operativen Arbeit in den Betrieben, Ministerien und Hauptverwaltungen, Universitäten, Hochschulen und wissenschaftlichen Instituten sowie in den Objekten der Landwirtschaft“. Zentrale Dienstvorschriften der Bundeswehr (jetzt: „Aktives Regelungsmanagement“) sind Dienstanweisungen, die für alle Teilstreitkräfte gelten. Zu den berufsbezogenen Weisungen gehören die „Dienstanweisung für die Standesbeamten und ihre Aufsichtsbehörden“ oder die von einer Schulbehörde erlassene „Dienstanweisung für Lehrerinnen und Lehrer“.